# Gene Haas
Gene Francis Haas (Youngstown, 12 de novembro de 1952) é o fundador da Haas Automation, empresa de fabricação de ferramentas com comando numérico computadorizado.
Ele também é o fundador das equipes de automobilismo Stewart-Haas Racing na NASCAR e a Haas F1 Team que começou a disputar a Fórmula 1 a partir de 2016.